# Schloss Rijnhuizen

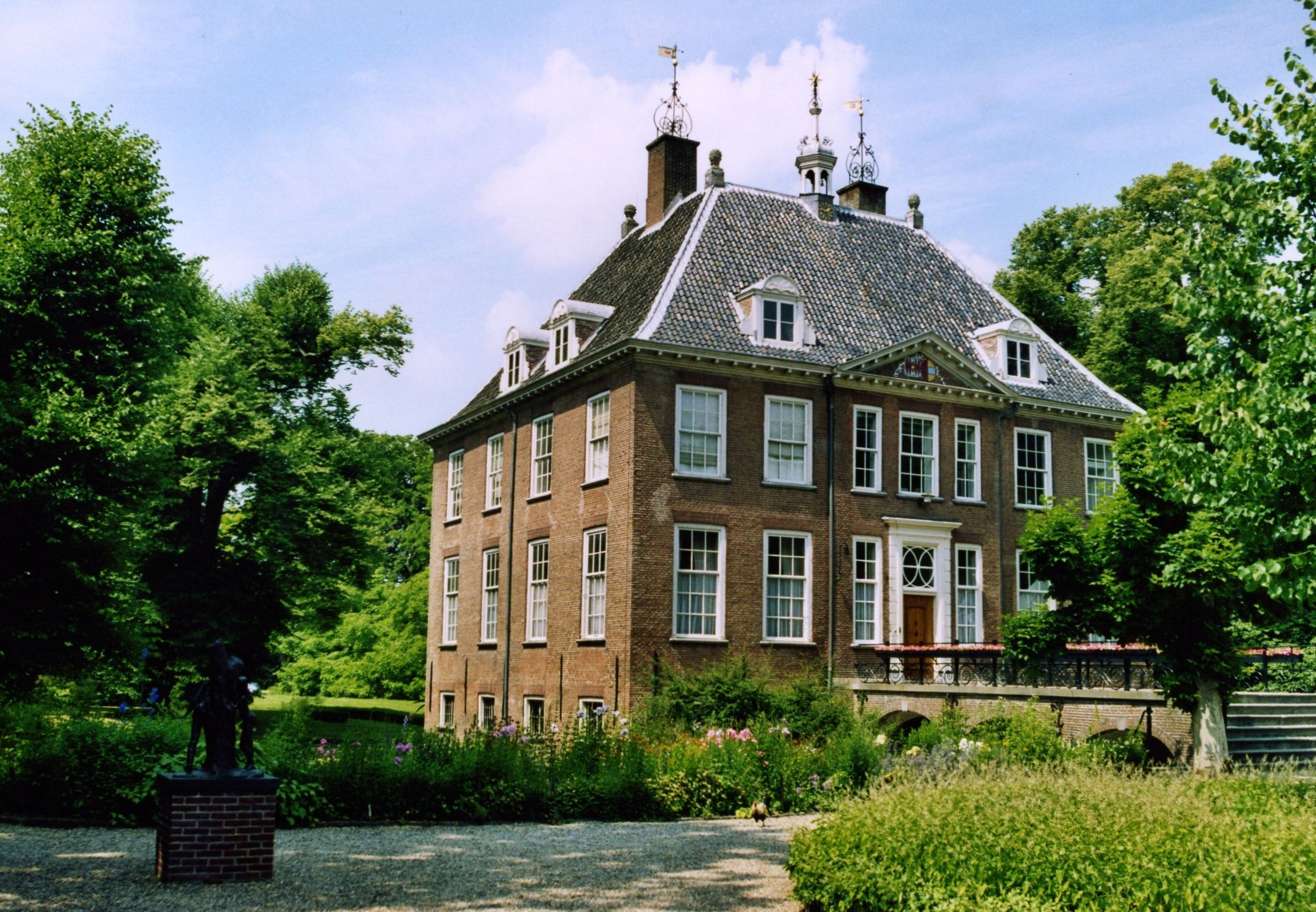
Schloss Rijnhuizen

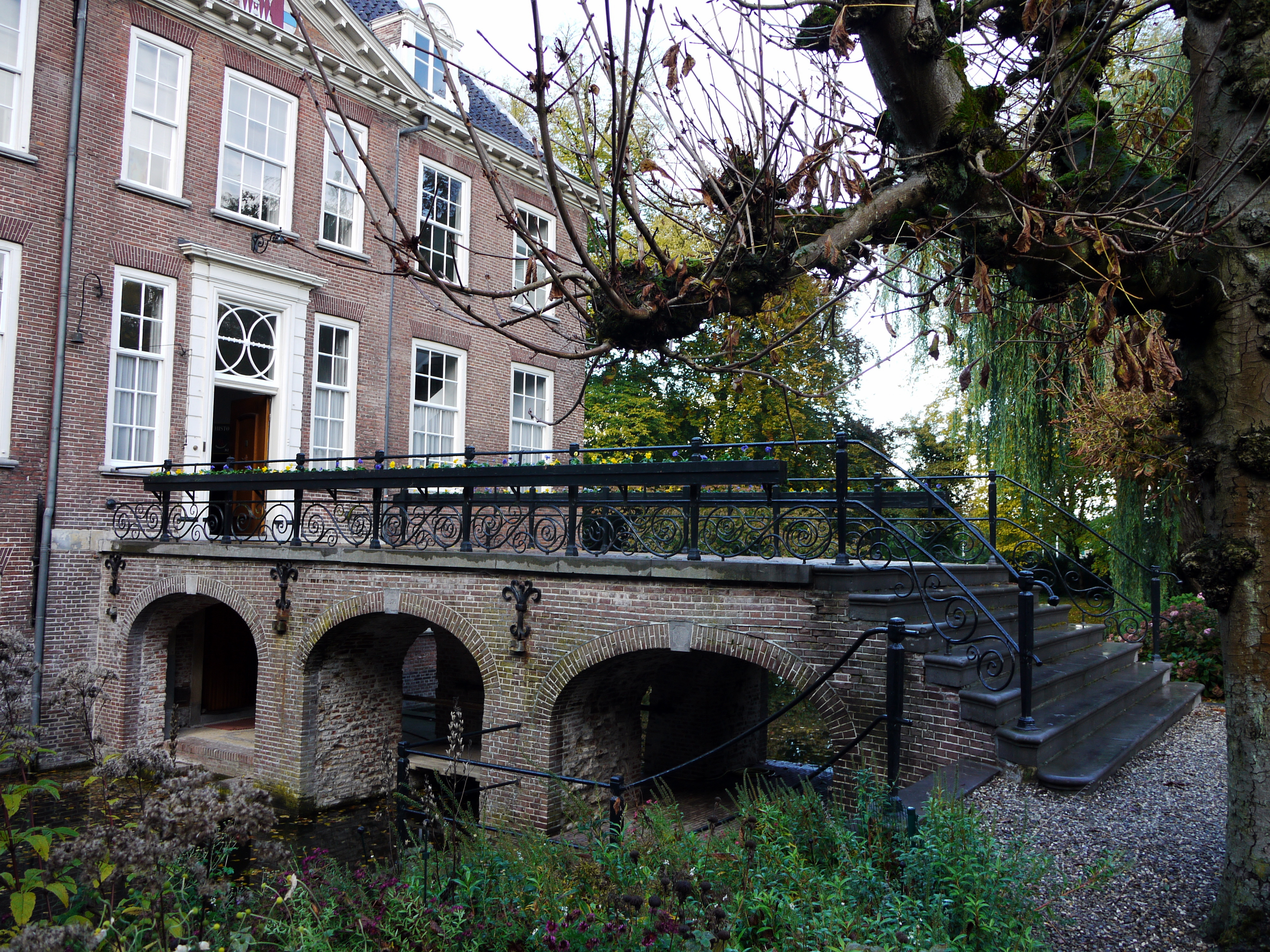
Doppelstöckige Brücke

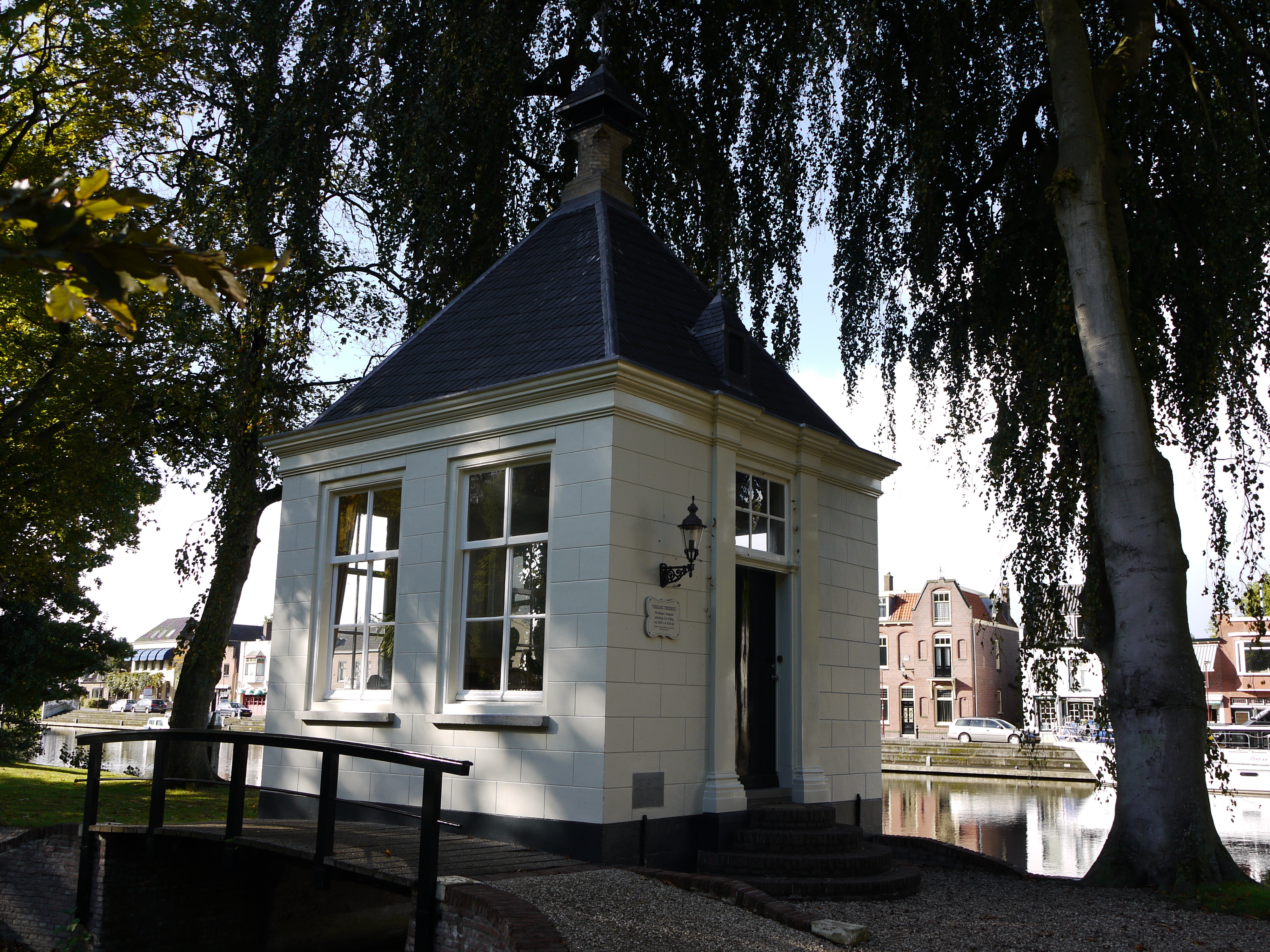
Teehaus am Schloss Rijnhuizen

Schloss Rijnhuizen (niederländisch Kasteel Rijnhuizen), auch bekannt als Rhijnhuizen, ist ein Schloss des 17. Jahrhunderts und Landgut in der Utrechter Gemeinde Nieuwegein und ein registriertes Kulturdenkmal.

## Geschichte
Wahrscheinlich gab es bereits im 14. Jahrhundert eine Burg am Ufer des Vaartse Rijn. Im Jahr 1459 wurde Johan van Rijn damit belehnt:

„enen huysinge gelegen tot Jutphaes met achte hont lants dair dat voirs huysz op staet aen die oestersyde van de Ryn. In Johansz voirsz gerichte dair maest gelant syn Gysbertsz erfgenamen van muden aen die zyde van der huysinge voirs ende aen die ander zyde henr. witten erfgen.“

Die Formulierung „Johansz voirsz gerichte“ bezog sich auf das Gut des Overeind von Jutphaas, das Johan als Lehen von Loenersloot besaß.
Johan van Rijn war 1436 Mitglied der Utrechter Ritterschaft und wurde 1456 zum Vogt von Utrecht ernannt. Sein ältester Sohn Adriaan, Bürgermeister von Utrecht, wurde nach dem Tod seines Vaters 1468 mit Rijnhuizen belehnt. Im Jahr 1497 ging die Burg an Adriaans Sohn Dirk über. Dieser wurde 1530 und 1540 in die Utrechter Ritterschaft aufgenommen, und 1536 wurde Rijnhuizen in einer Liste der wichtigsten Gebäude in Utrecht erwähnt.
Im Jahr 1536 wurde Rijnhuizen in der von den Utrechter Staaten erstellten Liste der Rittergüter erwähnt. Das Haus wurde im Jahr 1528 zerstört, aber später wieder aufgebaut.
Im Jahr 1607 starb die letzte Erbin der Familie van Rijn, Johanna, Witwe des gelderländischen Adligen Wolter van Baexen. Sie hinterließ das Anwesen ihrer Nichte Wilhelmina van Riebeeck. Im Jahr 1609 heiratete sie Tyman van Parijs van Zuidoord, Besitzer des Rittergutes Voorn bei De Meern. Aus finanziellen Gründen mussten sie Rijnhuizen 1620 an Hendrik van Tuyll van Serooskerken, Bürgermeister von Tholen, verkaufen. Sein Enkel Reynoud van Tuyll van Serooskerken ließ das heutige Haus um 1640 im Stil des holländischen barocken Klassizismus errichten.
Eine Besonderheit des Schlosses ist die doppelte Eingangsbrücke. Die obere Brücke war nur für Besucher des Besitzers und den Besitzer selbst reserviert. Die obere Brücke führte direkt in den Saal, die untere Brücke war für das Personal und die Bürgerlichen. Die untere Brücke führt zu den Kellern des Schlosses. Hier befinden sich die Küchen, Vorratskammern und Räume für das Personal.

## Stiftung FOM
1959 kaufte die Foundation for Fundamental Research on Matter (FOM) das Anwesen Rijnhuizen im damaligen Jutphaas, heute Nieuwegein, und richtete dort ihr neues Forschungsinstitut für Plasmaphysik ein. Die meisten Mitarbeiter arbeiteten im Institutsgebäude, das 100 Meter vom Schloss entfernt lag. Das Forschungsinstitut für Plasmaphysik änderte 2012 seinen Namen in DIFFER, das Dutch Institute for Fundamental Energy Research, und zog 2015 in ein neues Forschungsgebäude auf dem Campus der Technischen Universität Eindhoven. Das Landgut Rijnhuizen befindet sich heute in Privatbesitz.